# 日曆人
日曆人（英語：Calendar Man），是一名在DC漫畫出版的漫畫中登場的虛構人物與超級反派。日曆人是蝙蝠俠的敵人之一，他的特徵是會依照特定日期或假日來進行他的犯罪活動。

## 虛構人物傳記
日曆人於1958年9月登場，算是蝙蝠俠老資格的對手之一。早期的他總是在特定日期或節日才會出來犯案，是個很有原則的角色。他還會根據出現的日子更換自己的服裝，並在自己的雙肩標註當天的日期。
到了80年代，日曆人的制服開始固定了下來，並在節日出面犯案，一次他綁架了羅賓試圖依此來暗算蝙蝠俠，但羅賓最後自行逃脫，並獨力擊敗了日曆人。
在《漫長的萬聖節》事件中，被關在牢裡的日曆人與蝙蝠俠幾乎就像是按照著《沉默的羔羊》那樣，展開了言語與心理上的較量：當時有個叫假日殺手的連環殺手，有著會按照特定節日犯案的模式，而被關在阿卡漢精神病院的日曆人已經知道了假日殺手的真實身分，不過他不願意直接告訴蝙蝠俠，而是透過各種謎題讓蝙蝠俠去猜測、解謎，其中甚至有著致命的陷阱在等著蝙蝠俠。
在該事件後續的《黑暗勝利》事件中，日曆人成功逃出阿卡漢，並假冒在上個事件中死亡的黑道老大卡麥·法康尼，然後誘使他的兩個兒子：亞伯特與馬力歐走向瘋狂與自我毀滅的道路，但之後被亞伯特發覺不對勁，因為他知道自己的父親才不會教唆寶貝兒子自殺。最後法康尼的女兒蘇菲雅找到了日曆人並狠狠地痛打了他，整起事件裡日曆人顯得極為兇殘和機智，並表現出了他恐懼被人遺忘的一面。
之後日曆人與貓人（Catman）、殺手蛾（Killer Moth）組成了一個小團體The Misfits，為了證明自己的能力，他們決定潛入阿卡漢精神病院釋放當時被捕的班恩，但計畫施行到一半，三人就被趕來的神力女孩（Power Girl）給輕鬆擊敗。
日曆人後來出現在少年悍將的連載中，並與反派時間指揮官等人聯手和這些少年英雄們交戰多次。
在《超人：阿卡漢》故事中，由於小丑使計騙走了超人的對手Mister Mxyzptlk的能力，小丑之後使用能力隨意修改世界，日曆人就因此成了阿卡漢精神病院院長的助理。

## 其他版本
- 《蝙蝠俠智勇悍將》：日曆人企圖在聖誕節展開犯罪行動，但被蝙蝠俠擊敗。
- 《未來蝙蝠俠》：日曆人意圖暗殺芭芭拉·高登局長，但被緘默給殺死[4]。
- 《超級英雄：武力對決》的前傳漫畫中，被夜翼擊敗。
- 《蝙蝠俠：阿卡漢騎士》的漫畫中，日曆人於勞動節當天出來犯案，被蝙蝠俠擊敗。

## 其他媒體

### 動畫
- 在《蝙蝠俠新冒險》中以女性版的「日曆女孩」身分登場，由Sela Ward配音。未出現的的男性版本推測會由Matt Frewer[5]配音。
- 《蝙蝠俠智勇悍將》：由Jim Piddock[6]配音。

### 電視劇
- 《高譚》：日曆人曾有會出場的消息，但是終究沒有出現[7]。

### 電影
- 《樂高蝙蝠俠電影》[8]：以小丑為首、意圖引發高譚市毀滅危機的犯罪份子的一員。
- 《自殺突擊隊：集結》：由西恩·岡恩客串飾演。

### 電子遊戲

#### 蝙蝠俠：阿卡漢系列
- 《蝙蝠俠：阿卡漢瘋人院》：能找到日曆人的牢房並解鎖其人物資訊。
- 《蝙蝠俠：阿卡漢城市》：可以在法院的地下室找到在牢房裡的日曆人，於特定節日[註 1]（依照系統時間為準，可透過修改方式達成）前去時會有特殊對話[9]。若是把系統時間調整為2004年12月13日的話（該日為決定開發蝙蝠俠阿卡漢系列Rocksteady Studios創立的日期），日曆人會表示將會見證蝙蝠俠的開始與最後的結局[10]，而使用貓女去接觸時，日曆人會聊起黑道家族法康尼一家的訊息。由Maurice LaMarche配音。
- 《蝙蝠俠：阿卡漢起源》：故事開始時，是黑門監獄即將執行日曆人的死刑，蝙蝠俠可在毒氣室看見黑面具釋放了日曆人的一幕，除此之外也能在蝙蝠洞內找到日曆人的犯案新聞與後續追蹤報導。
- 《蝙蝠俠：阿卡漢騎士》：在蝙蝠俠被揭穿其真實身分，並駕駛蝙蝠戰機回到韋恩莊園時，可以在維琪·維爾進行報導時看到日曆人的背影。

## 備註
1. ↑  新年、情人節、聖派翠克節、愚人節、母親節、美國父親節、美國獨立日、聖洛克聖人日、美國勞動節、萬聖節、感恩節、聖誕節